# 黎智
黎智（1922年4月22日—2001年8月18日），原名闻立志，1941年赴延安时，取“立志”谐音改名为黎智，男，湖北浠水人，中华人民共和国政治人物。

## 生平
黎智出身书香门第——溪水闻氏。闻氏居于浠水县巴河镇的望天湖畔，乃当地大族。闻氏先祖是文天祥的旁系家族成员，南宋灭亡后，逃亡至浠水，改姓为闻。黎智的父亲闻家骢与著名学者闻一多和闻家驷是同胞兄弟。
1938年，16岁的黎智在鄂西巴东野三关加入中国共产党。1940年高中毕业后先后担任来凤县委宣传部长、利川县委组织部长。皖南事变后，代理利川县委书记，后因躲避国民党抓捕，经由重庆转往延安学习。1945年回重庆中共中央南方局工作，任青年组秘书。1948年，平津战役前后，黎智负责领导平津两地学生运动，策反不少国民党高级官员的亲属和朋友，对中共和平接收北平和顺利攻占天津贡献很大。他曾动员傅作义的女儿傅冬（原名傅冬菊）、老师刘厚同，以及傅作义部的少将联络处长李腾九等人劝说傅作义接受和平改编。天津战役时，领导收集重要情报，使得共军能在29小时内攻占天津，歼敌13万，且对天津破坏很小。他还领导反对国民党当局南迁工科院校、工厂设备、以及工程技术人员，使得战后天津重要人力和技术资源得以较完整保留。
1949年，中共夺取武汉后，黎智一直在武汉工作，历任中南局青委委员、武汉青委副书记、团市委书记、中南局团工委副书记、武汉市委宣传部副部长、市委秘书长、市委常委、硚口区委第一书记、武汉市委候补书记兼工业部部长、市经委主任。1955年担任市委宣传部副部长期间，曾兼任长江日报社社长。1978年，黎智担任工程总投资高达40多亿元的武钢一米七工程的指挥部常务书记、副指挥长。1980年7月至1981年3月任武汉市代市长；1981年3月至1983年3月任武汉市长。他还担任过市委副书记兼市体改委主任，市人大常委会主任、党组书记等职。2001年在武汉逝世。

## 家庭
黎智的第一任妻子为魏克，在1982年病逝。他后来又与赵慧结为夫妻。有子女：闻心慧、闻心悦。